# Peperomia subblanda
Peperomia subblanda är en pepparväxtart som beskrevs av C. Dc.. Peperomia subblanda ingår i släktet peperomior, och familjen pepparväxter. Inga underarter finns listade i Catalogue of Life.